# Jim Stafford (álbum)
Jim Stafford es el álbum debut homónimo del cantautor estadounidense del mismo nombre. Fue publicado el 5 de febrero de 1974 a través de MGM Records.

## Recepción de la crítica
Un escritor no especificado de la revista Billboard describió Jim Stafford como “un LP crossover del country al pop con un toque de humor fuera de lo común como ingrediente básico”. Un escritor no especificado de la revista Cash Box indicó que “[Stafford] tiene una manera de ser bastante impredecible, una ventaja en un negocio donde casi todos los artistas encajan en un ritmo establecido”.

## Lista de canciones
Todas las canciones escritas y compuestas por Jim Stafford, excepto donde esta anotado. 
| Lado uno |                                                                                  |          |  |
| N.º      | Título                                                                           | Duración |  |
| 1.       | «L.A. Mamma»                                                                     | 2:22     |  |
| 2.       | «I Ain't Sharin' Sharon»                                                         | 3:02     |  |
| 3.       | «Medley» I. «Mr. Bojangles» (Jerry Jeff Walker) II. «A Visit with an Old Friend» | 5:07     |  |
| 4.       | «Wildwood Weed» (Don Bowman)                                                     | 2:38     |  |
| 5.       | «16 Little Red Noses and a Horse That Sweats»                                    | 3:51     |  |
| 6.       | «Spiders and Snakes» (Stafford, David Bellamy)                                   | 3:05     |  |

| Lado dos |                                             |          |  |
| N.º      | Título                                      | Duración |  |
| 1.       | «The Last Chant»                            | 3:17     |  |
| 2.       | «My Girl Bill»                              | 3:12     |  |
| 3.       | «Nifty Fifties Blues»                       | 3:02     |  |
| 4.       | «A Real Good Time» (Stafford, Marty Cooper) | 3:32     |  |
| 5.       | «Swamp Witch»                               | 4:14     |  |

## Créditos y personal
Créditos adaptados desde las notas de álbum de Jim Stafford.
Músicos
- Jim Stafford – guitarra acústica, banjo, armónica
- Richard Bennett – guitarra acústica y eléctrica
- Dennis St. John – batería
- Emory Gordy – bajo eléctrico
- Alan Lindgren – teclados, sintetizador
- Alan Estes – conga
- Slyde Hyde – trombón

Personal técnico
- Phil Gernhard – productor
- Lobo – productor
- Emory Gordy – arreglos (3)
- Phil Gernhard – arreglos (3, 11)
- John Abbott – arreglos (11)
- Michael Lietz – ingeniero de audio

Diseño
- Ed Caraeff – fotografía
- David Larkham – diseño de portada
- Derek Church – director artístico

## Posicionamiento

### Gráfica semanal
| Gráfica (1974)                             | Pico de posición |
| ------------------------------------------ | ---------------- |
| Australia (Kent Music Report)              | 27               |
| Canadá (RPM Top Albums)                    | 48               |
| Estados Unidos (Billboard Top LPs & Tape)  | 55               |
| Estados Unidos (Billboard Hot Country LPs) | 6                |

### Gráfica de fin de año
| Gráfica (1974)                               | Pico de posición |
| -------------------------------------------- | ---------------- |
| Estados Unidos (Billboard Hot Country LPs)   | 9                |
| Estados Unidos (Cash Box Top Country Albums) | 56               |